# Lale Andersenová
Lale Andersenová (23. března 1905, Bremerhaven – 29. srpna 1972, Vídeň) byla německá zpěvačka, představitelku žánru šanson. Proslavila se především písní „Lili Marleen“ z roku 1939. V roce 1961 reprezentovala Německo na Eurovision Song Contest s písní „Einmal sehen wir uns wieder“.